# 海洋少年団

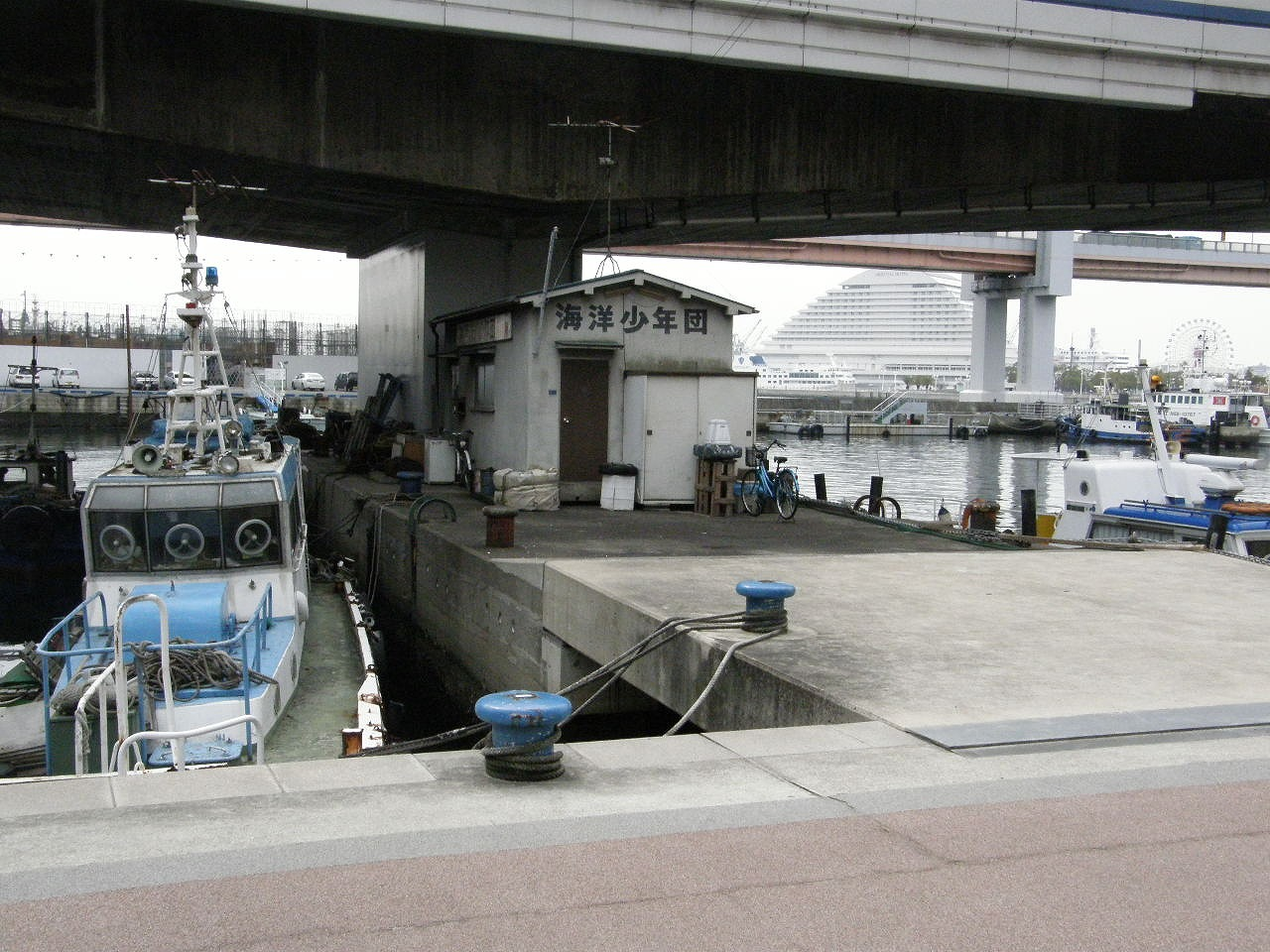
神戸海洋少年団（第5管区海上保安本部桟橋）

海洋少年団（かいようしょうねんだん）、正式名称:公益社団法人日本海洋少年団連盟は、少年少女に対して海洋に親しむ機会を与え、健全な育成を図る活動を行う団体で、海事思想、海洋に関する科学的知識、海上生活に必要な技術の普及、団体生活による社会的徳性の涵養、国際親善への寄与を目指している。元国土交通省及び文部科学省の共管。

## 概要
各団によって多少の差があるが、小学生から高校生までが団員として活動できる。
指導者は、各海洋少年団を卒団した者やボランティアとして派遣された海上自衛官や海上保安官など、海について知識・経験豊富な者など関係者が指導を行う。

## 歴史
- 1924年12月、油谷堅蔵海軍少将、小山武海軍少将、原道太海軍大佐らによって大日本東京海洋少年団が結成される。
- 1925年3月、少年団日本連盟（現在のボーイスカウト日本連盟）に海洋部として加盟。
- 1927年8月、第1回目の全国海洋少年団合同訓練が行われ、887名のスカウトが参加する。
- 1927年9月、北海道大学水産専門部から忍路丸（翌1928年に和爾丸と改名）が払い下げられる。
- 1928年、日本連盟規約改定で、加盟団はボーイスカウト・シースカウト（海洋少年団＝海洋健児部）の掟を使わない少年団に分類された。
- 1938年、大日本海洋少年団連盟として分離独立。
- 1945年6月、第二次世界大戦の激化に伴い一時解散。
- 1947年1月、ボーイスカウトはCIEの許可が下り活動を再開したものの、海洋少年団は許可が出なかったため活動できなかった。
- 1951年、連合国による占領が終了、海洋少年団の活動再開に向け動き出す。
- 1951年5月 少年「海の会」発足。
- 1951年7月 日本海洋少年団連盟の結成。第1回全国大会の開催。
- 1953年4月 文部省・運輸省所管の「社団法人」として認可。
- 1964年1月 日本海洋少年団音楽隊発足。
- 1966年10月 互助基金制度始まる。
- 1967年3月 沖縄派遣事業始まる（第1回、94名参加）。
- 1973年5月 我ら海の子展始まる（サークルクラブ協会との共催）。
- 1981年3月 創立30周年記念事業として「三十年のあゆみ」発刊。
- 1985年4月 海洋少年団賠償責任保険制度を導入。
- 1985年7月 連盟主催による韓国海洋少年団との相互交流事業開始。
- 1993年7月 連盟主催によるカナダ海洋少年団との相互交流開始。
- 1994年9月 国際海洋少年団協会 (ISCA) 設立、日本は加盟国となる（イギリス、ポーツマスで設立総会）。
- 1998年9月 国際海洋少年団協会年次会議を横浜市で開催。
- 2001年8月 日本連盟創立50周年記念式典・祝賀会挙行。
- 2004年7月 名誉総裁に高円宮妃久子就任。
- 2013年4月 公益社団法人となる。
- 2018年2月 名誉総裁に絢子女王就任。
- 2019年7月 守谷絢子様が名誉総裁を退任。
- 2019年8月 名誉総裁に高円宮妃久子就任。名誉副総裁に守谷絢子様就任。

## 通常訓練
手旗信号、結索（ロープワーク）、カッターボート（救命艇）、ヨットや、海上自衛隊・海上保安庁による体験航海を行い、全国各地にある団が独自に日本海洋少年団連盟のプログラムに基づき活動している。
また、奉仕活動も積極的に行っており、海岸や街の清掃奉仕、水難救助のための青い羽根共同募金をはじめ、各種募金活動などを通して奉仕の心を養うことを目的としている。
野外体験も行い、キャンプや、ハイキングなどを積極的に取り入れている単位団も多く存在する。

## 大会
手旗信号、水泳、カッターボート、ロープワークの競技会が行われている。

## 全国大会
全国海洋少年団の団員と指導者が、一堂に会する海の祭典である。名誉総裁である高円宮妃が臨席し2年に1度に行われている。大会によっては市内パレードなども行われている。
1991年（平成3年）の第40回大会まで毎年開催されていた。
1993年（平成5年）から隔年開催になり、全国大会の無い年は、各地方で地方大会が開かれている。

### 近年の全国大会の開催地と総合順位
2007年（平成19年）8月に第48回全国大会が千葉県千葉市で開催された。
- 1位:中日海洋少年団
- 2位:横浜海洋少年団
- 3位:千葉新宿海洋少年団

2009年（平成21年）8月1日 - 8月3日に第49回全国大会が愛媛県松山市で開催された。
- 1位：中日海洋少年団
- 2位：横浜海洋少年団
- 3位：松山海洋少年団

2011年（平成23年）7月31日 - 8月1日に第50回全国大会が鹿児島県鹿児島市で開催された。
- 1位：横浜海洋少年団
- 2位：佐世保海洋少年団
- 3位：中日海洋少年団

2013年（平成25年）8月2日 - 8月4日に第51回全国大会が東京都(渋谷区)で開催された。
- 1位：横浜海洋少年団
- 2位：福岡海洋少年団
- 3位：松山海洋少年団

2015年（平成27年）7月31日 - 8月2日に第52回全国大会が東京都(渋谷区)で開催された。
- 1位：横浜海洋少年団
- 2位：福岡海洋少年団
- 3位：佐世保海洋少年団

2017年（平成29年）8月4日 - 8月6日に第53回全国大会が福岡県(福岡市)で開催された。
- 1位：福岡海洋少年団
- 2位：横浜海洋少年団
- 3位：中日海洋少年団

2019年（令和元年）8月2日 - 8月4日に第52回全国大会が東京都(渋谷区)で開催された。
- 1位：横浜海洋少年団
- 2位：福岡海洋少年団
- 3位：敦賀海洋少年団

2025年(令和七年)8月9日-8月10日に第55回全国大会が東京都(江東区)で開催される予定
尚、この大会からは各地区の代表のみの参加となる
傾向として、開催地の団が上位に入賞することが多くある。